# Sószoros (Parajd)

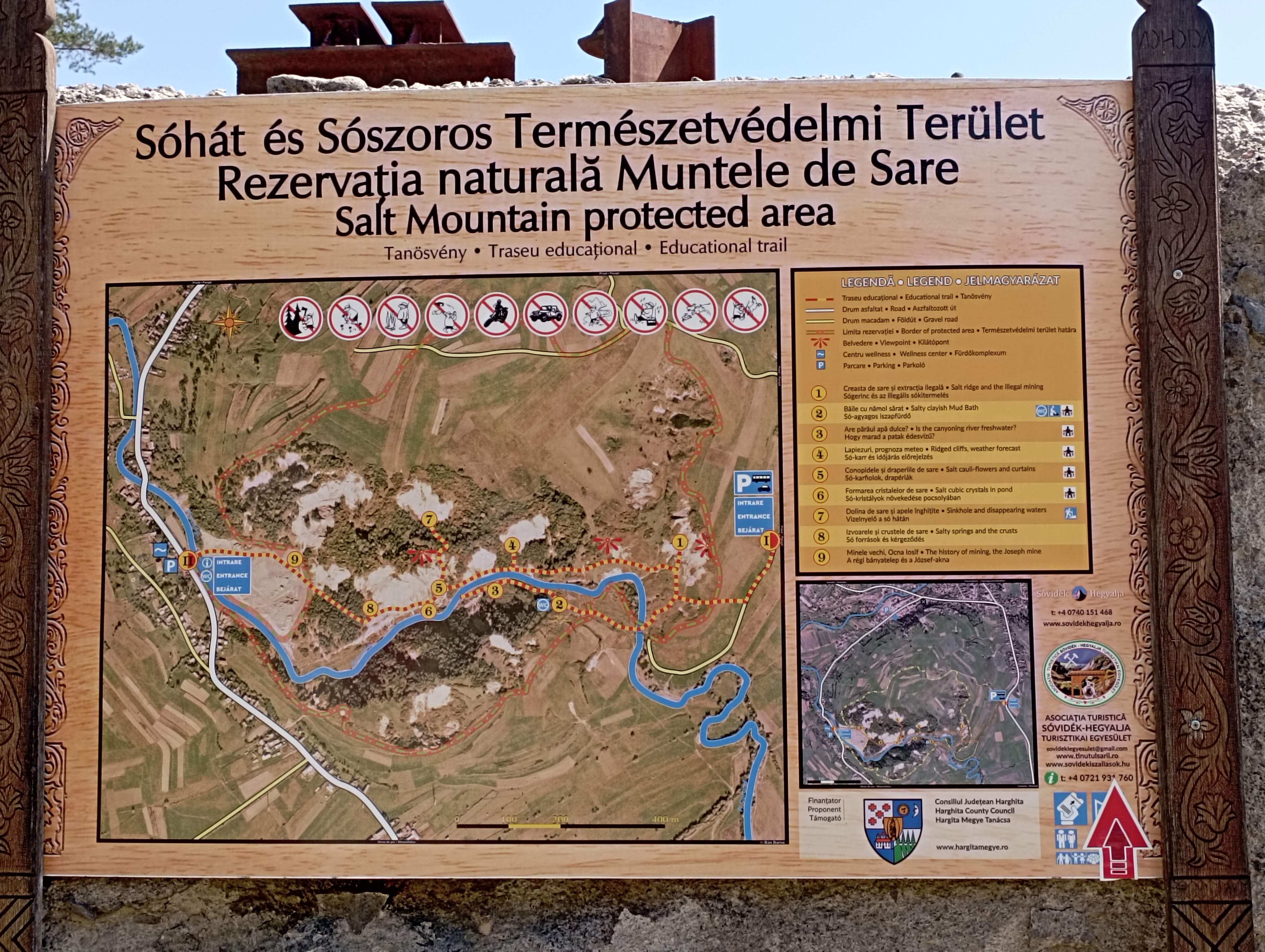
Információs tábla a Sószoros Természetvédelmi Terület bejáratánál

A Sószoros Parajd délnyugati felében, a Korond-pataka szurdokvölgyében található.

## Története
Az Erdélyi-medencét régen ellepő beltenger visszahúzódása nyomán, illetve a víz elpárolgása következtében felhalmozódott só hatalmas sótömzs formájában tör a felszínre a Parajdi-medencében. A 2,7 km mélységű, 1,4 km átmérőjű sótömzs teteje a parajdi Sóhát, mely 60 hektár területen geológiai védettséget élvez és  legértékesebb része a Sószoros. A Sóhát délnyugati részén átfolyó Korond-pataka alakította ki a Sószorost, mintegy átvágva a sóhegyet. Az itt található sóformák, alakzatok éles, lándzsahegyszerű tüskék, karr formák, melyek csipkeszerűen borítják a sósziklákat. Esős időben ezek a sziklák szürke, egybemosódott alakzatok, de több napon át tartó napsütést követően gyönyörű  hófehér színben ragyognak.
A Sószorost két irányból lehet megközelíteni, Korond alsó bejáratánál és Parajdon, a régi bányatelep mellett. A nemrég kialakított tanösvényen végigmenve megcsodálhatjuk a különféle felszíni sóformációkat, megkóstolhatjuk a sós források vizét és kipróbálhatjuk a közelmúltban kalákában felújított sós iszapfürdő jótékony hatását.
A területen csak néhány sótűrő növényfaj él, mint a lila sóvirág (Limonium gmelini), közönséges sziksófű (Salicornia herbacea), kőhúr (Alsine marginata Koch), budavirág (Spergularia salina), őszirózsa (Aster tripolium).
A Sószorosban található sósforrások vizét a helyiek a háztartásban, illetve a népi gyógyászatban használják, a sós iszapforrásokkal egyaránt.

## Galéria

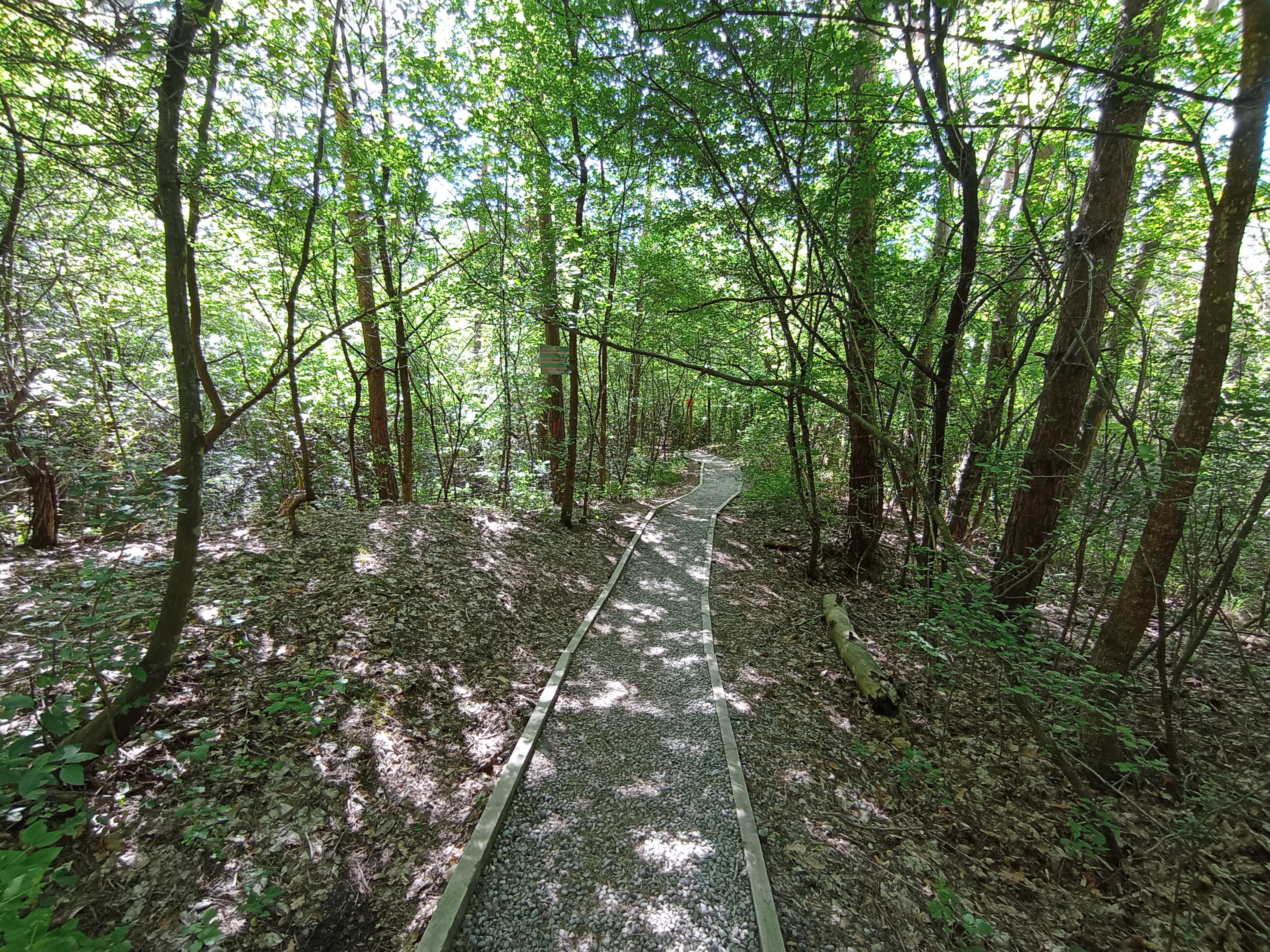
Betérési Tanösvény, 2024
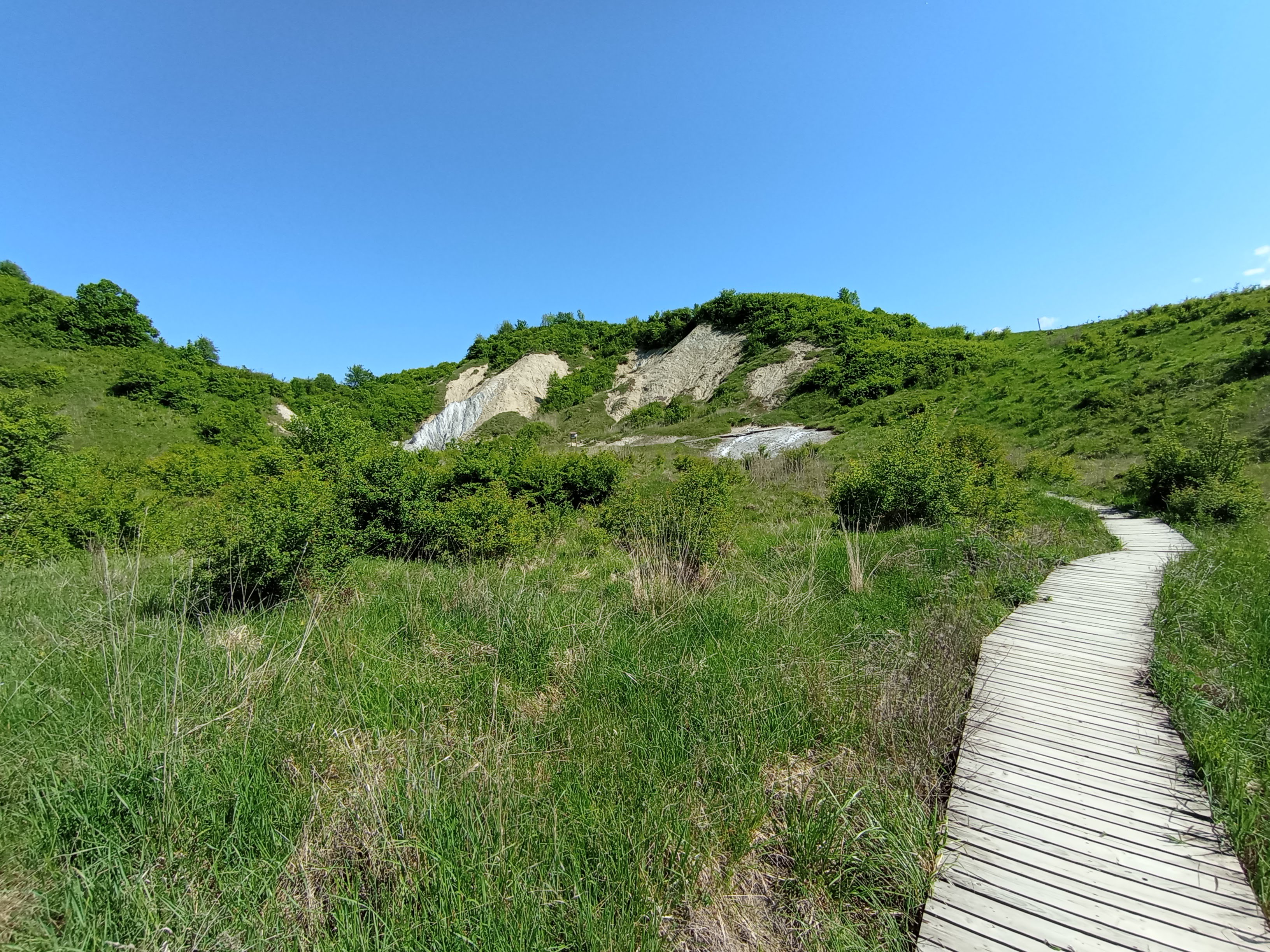
Rálátás a keleti oldalról
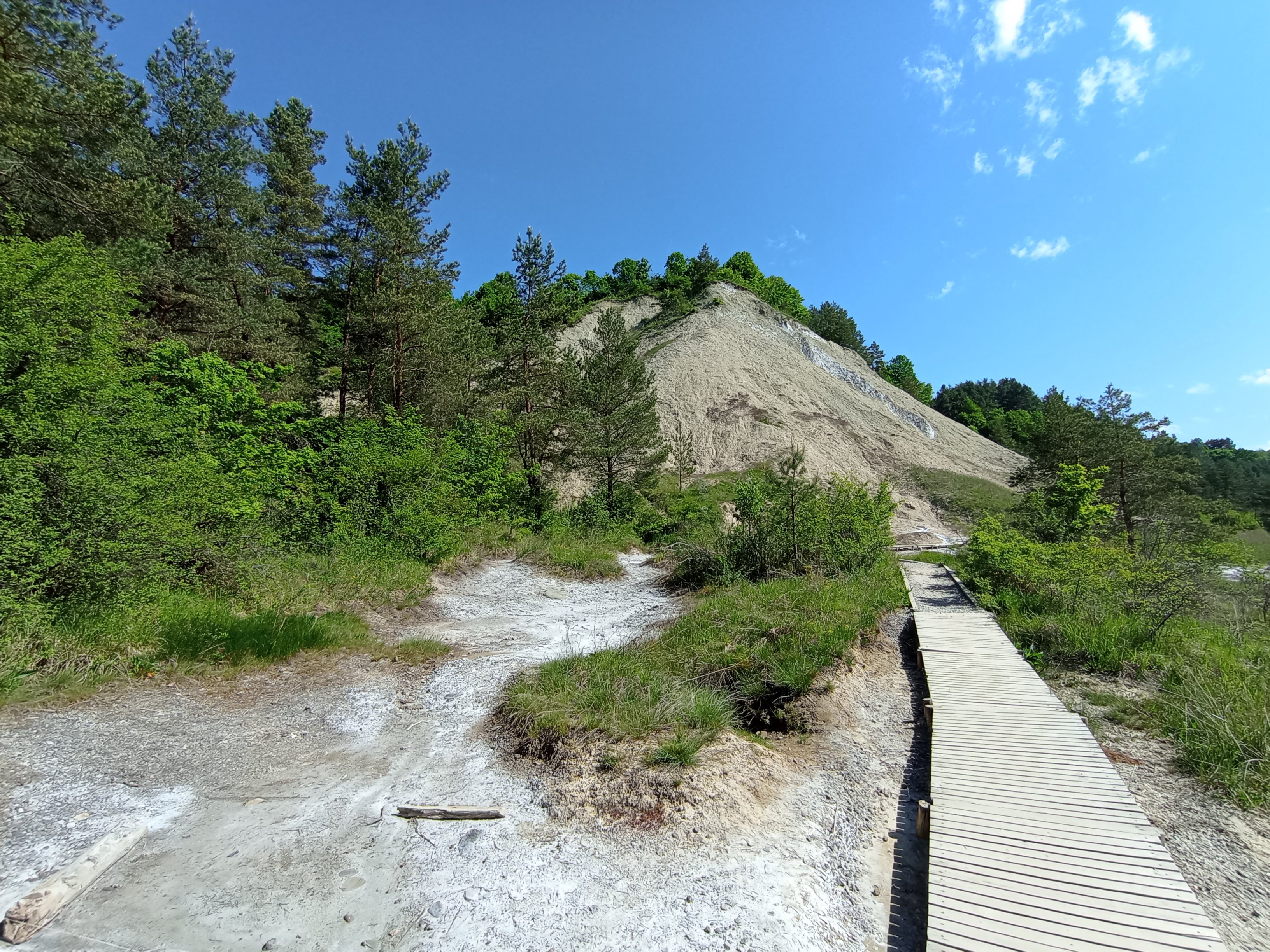
Tanösvény 2024-ben
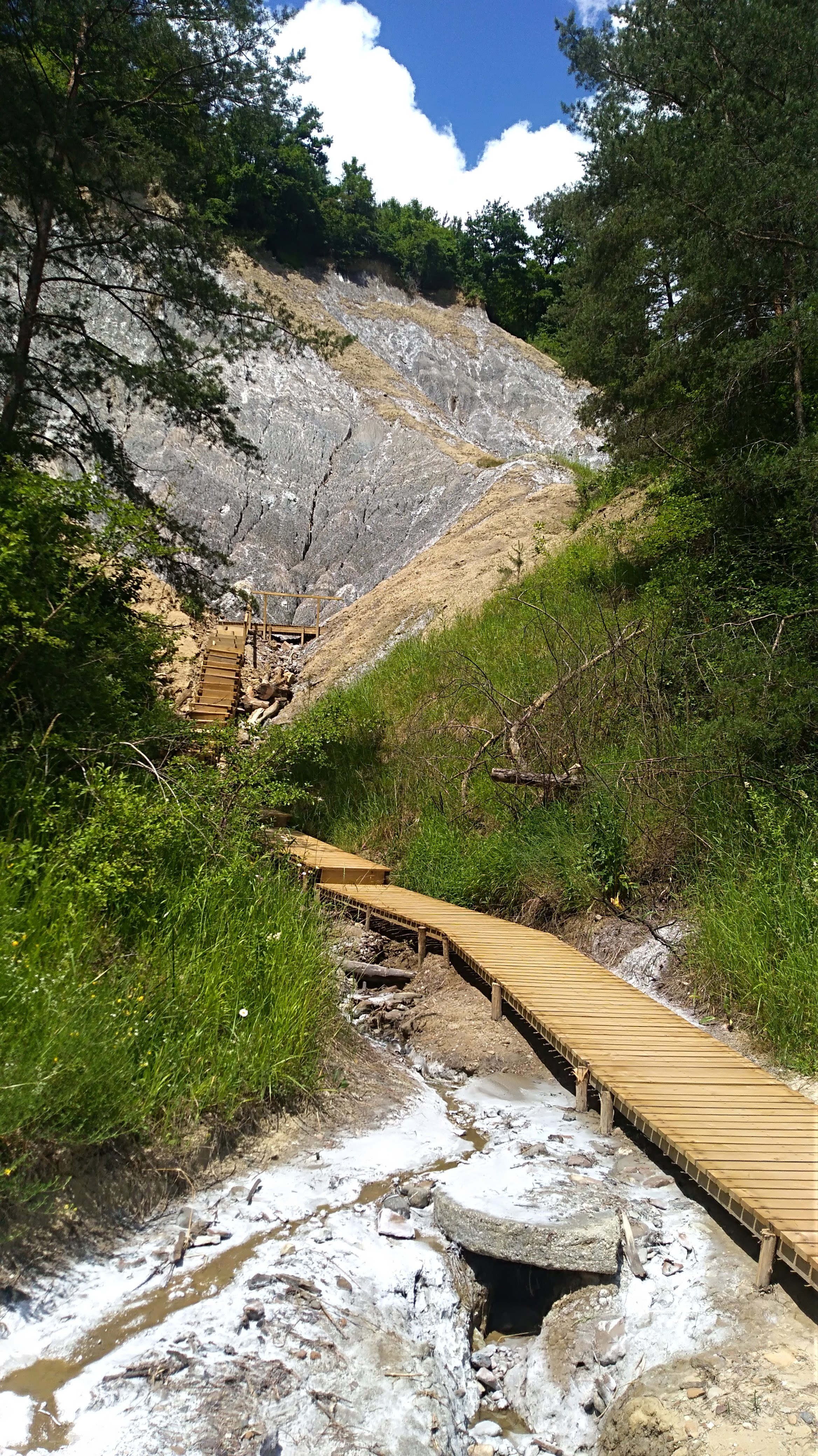
Új Tanösvény 2021-ben
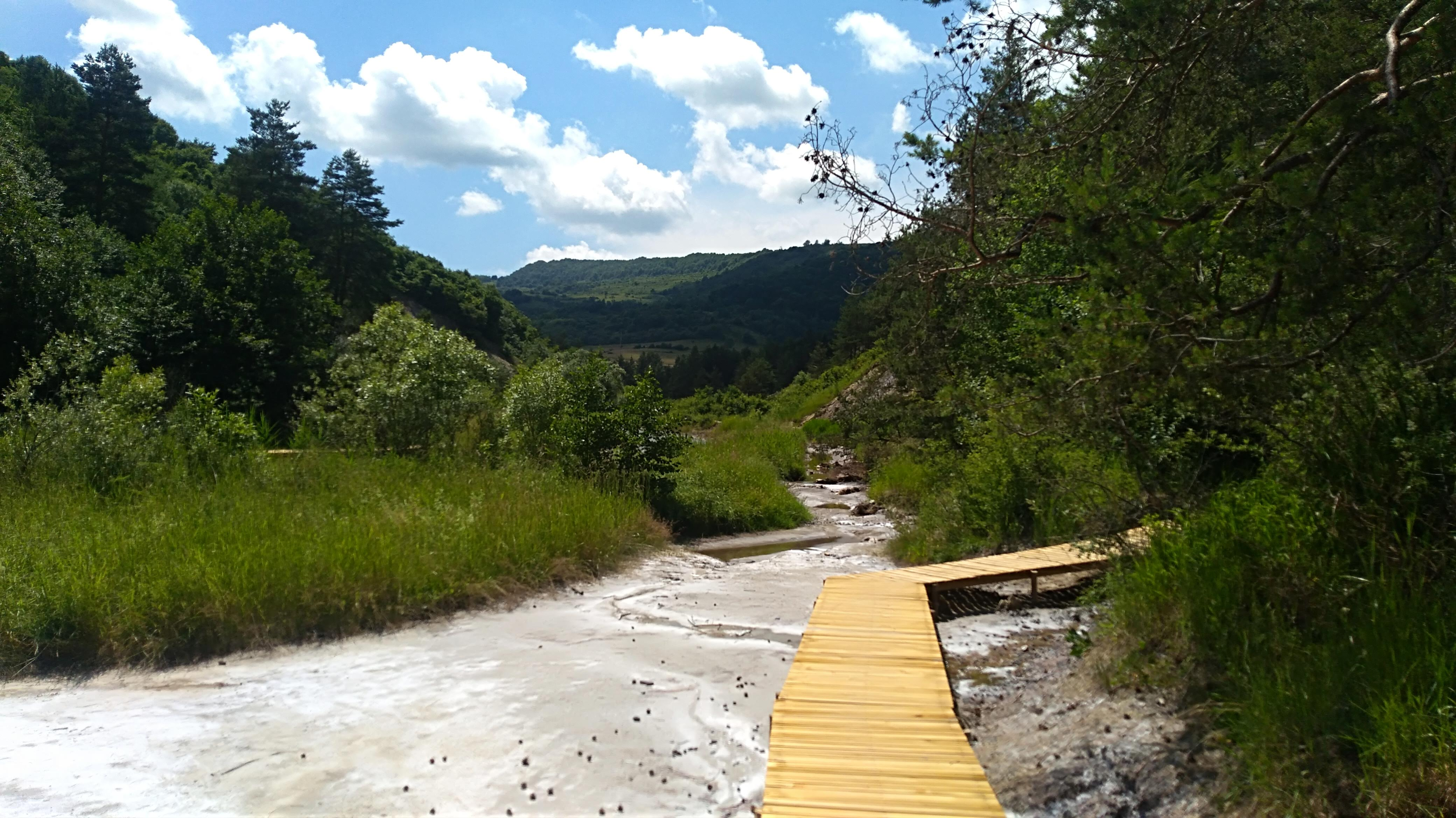
Tanösvény a sós felszín felett, 2021
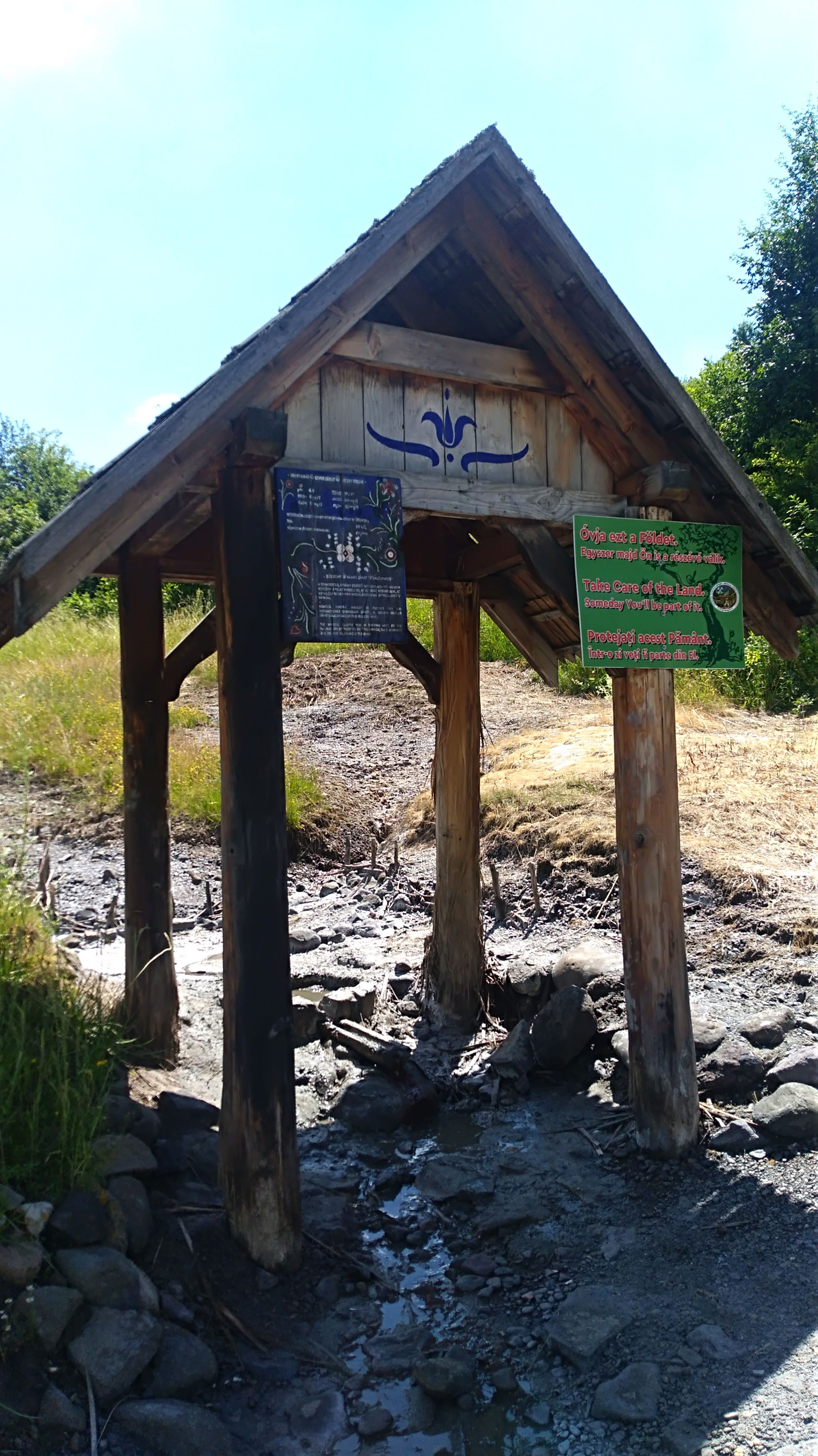
sós víz forrás
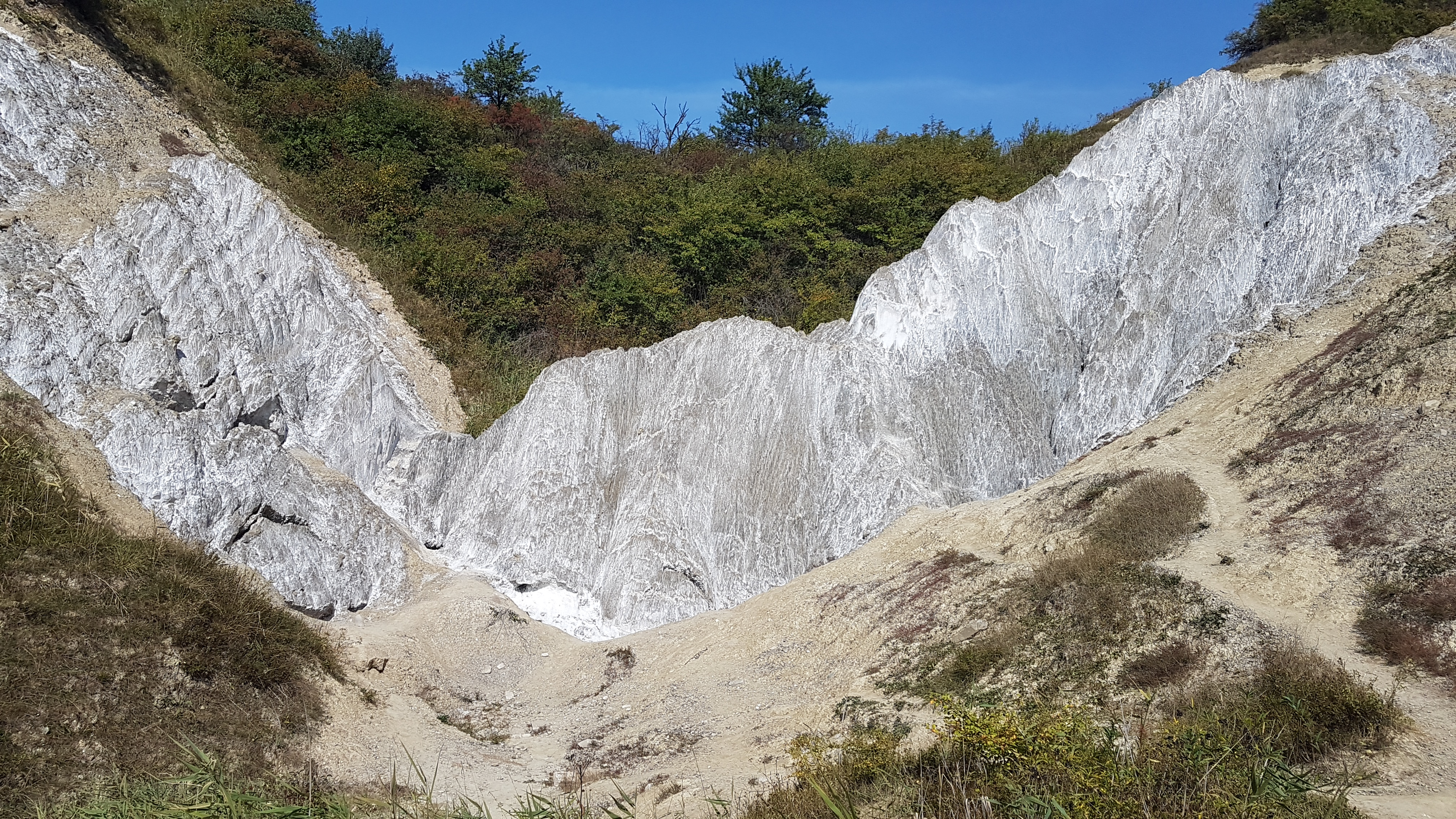
Sómasszívumok a Sószorosban 2020-ban
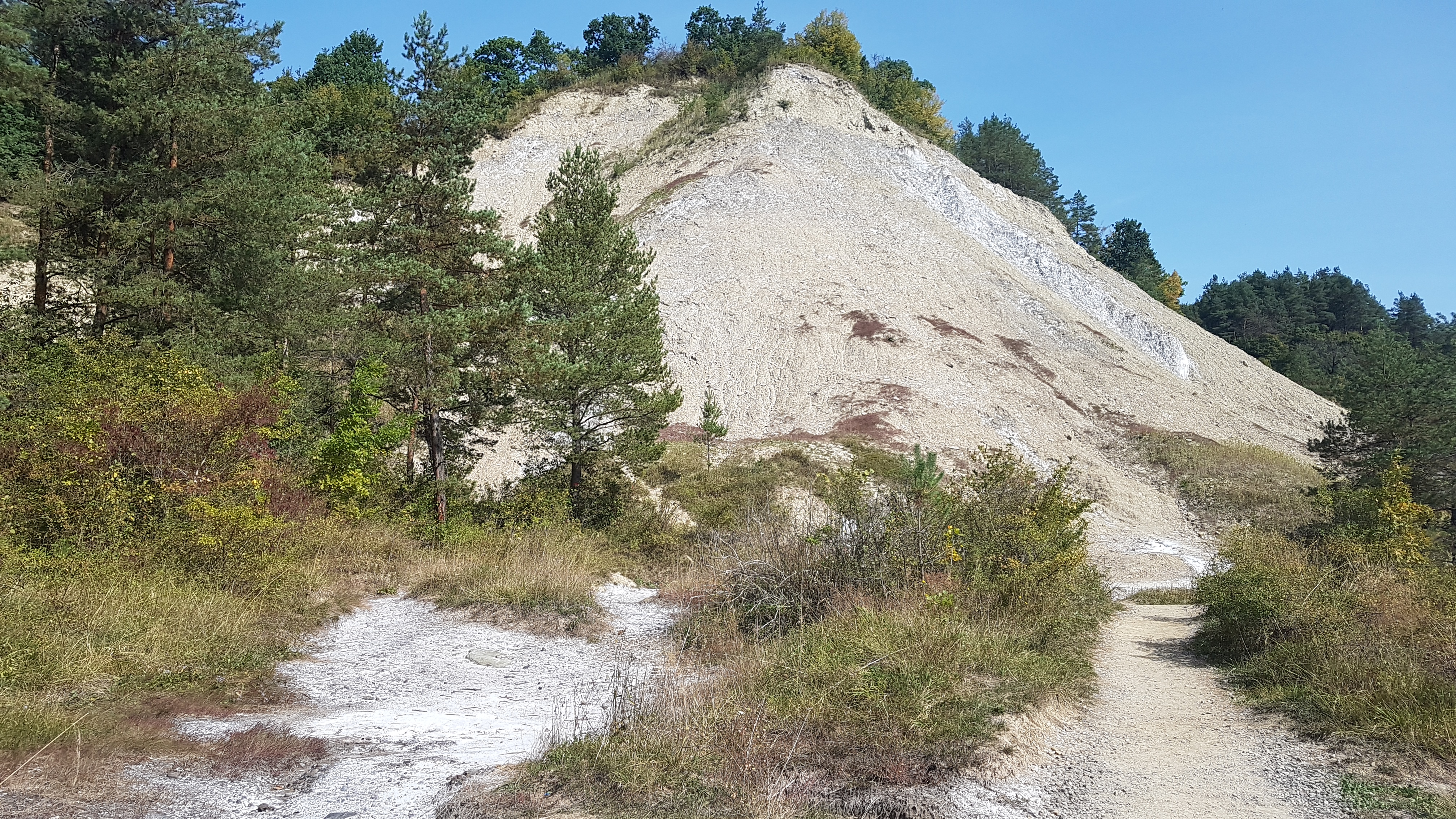
Tanösvény 2020-ban
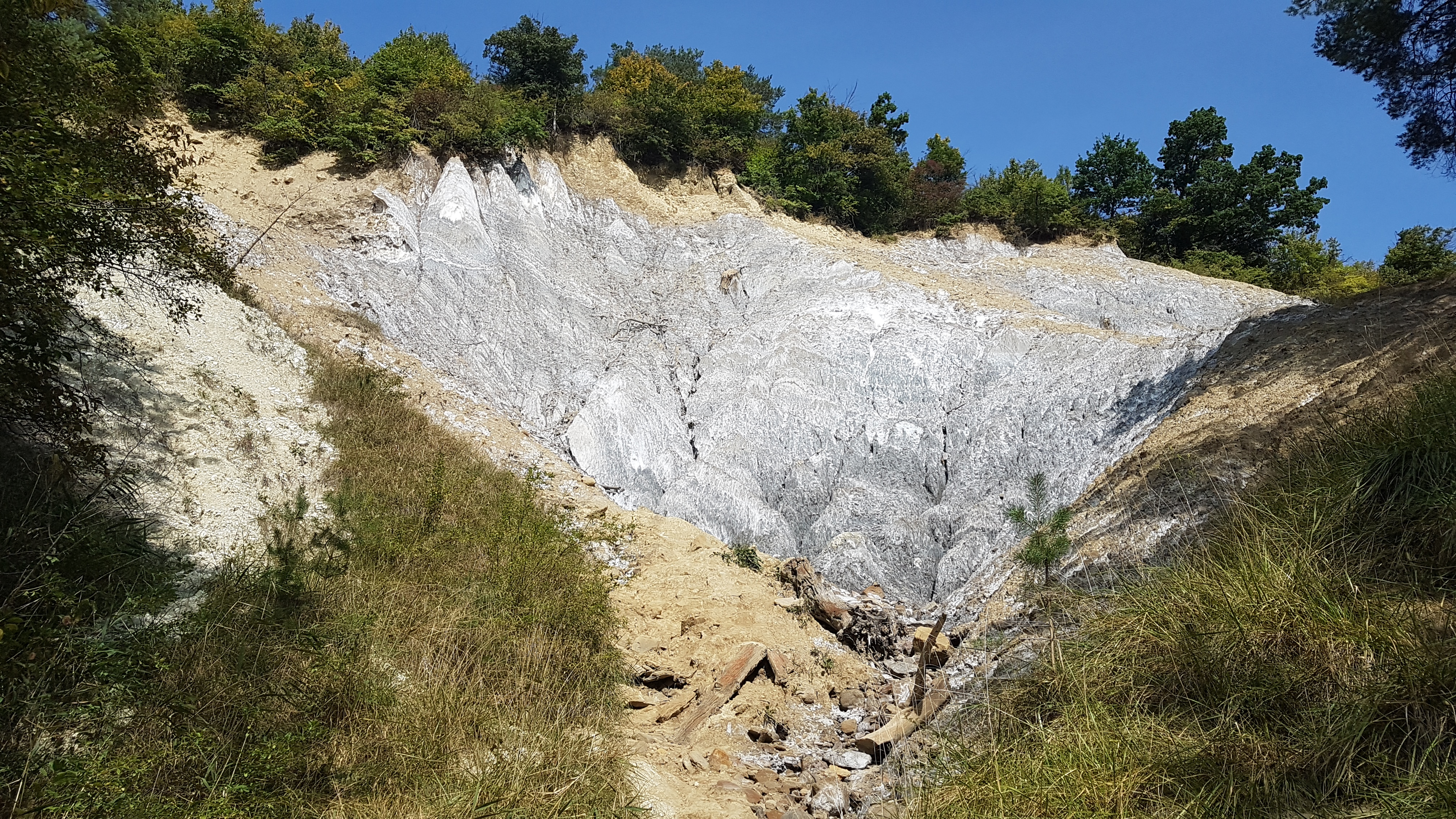
Sósziklák 2020-ban
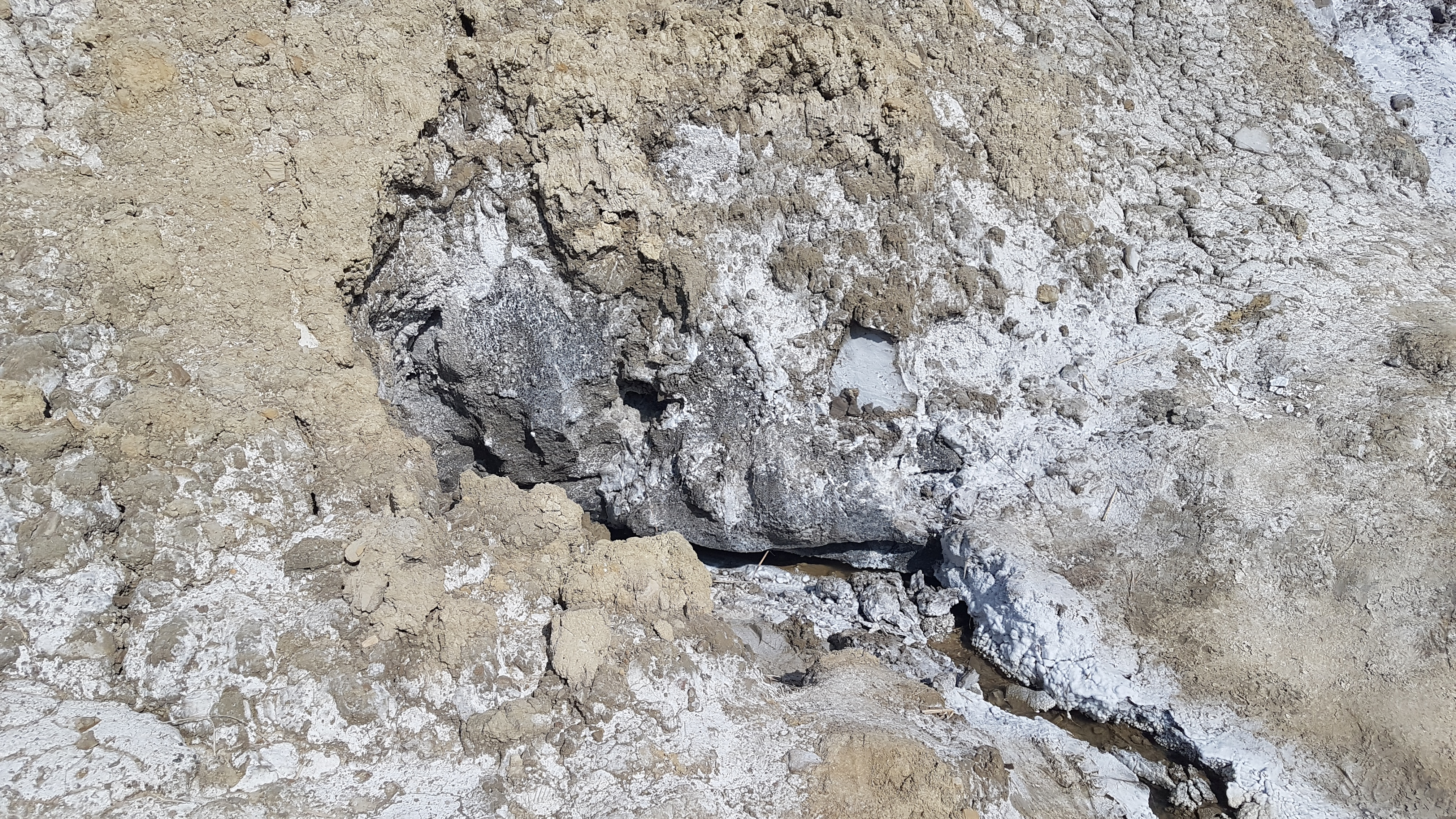
Sóvirágok (2020)